# Spigol

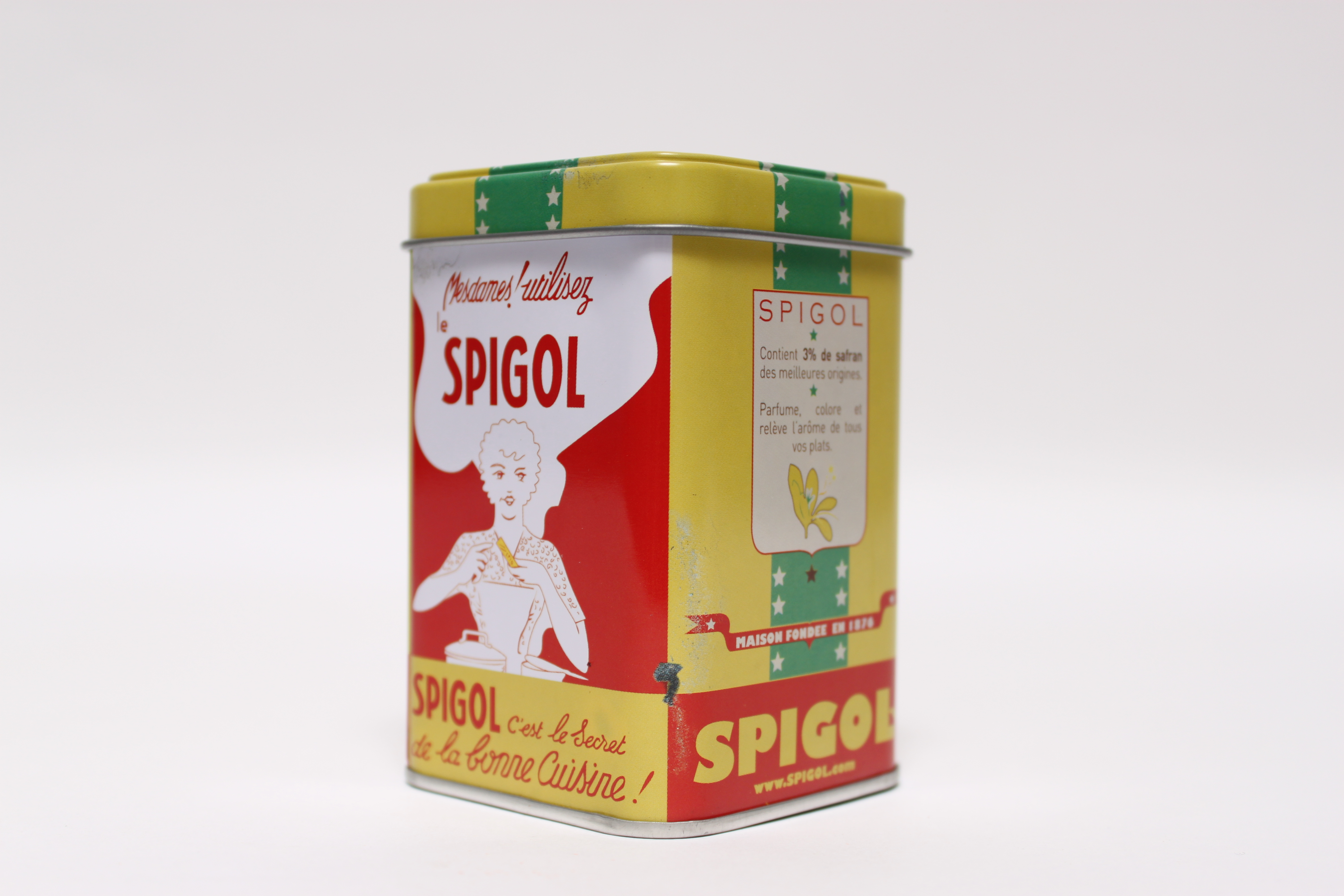

Spigol és una barreja d'espècies enriquida amb safrà, molt coneguda en l'àmbit de la cuina professional. Consisteix en una barreja de pebre dolç, cúrcuma, espècies diverses i conté un 3% de safrà.
Les empreses Espig es van fundar l'any 1876 a Alger sota la direcció d'Antoine Espig, comerciant de safrà d'origen espanyol establert a Alger. L'any 1899, Frédéric Espig, agafant el relleu del seu pare, va desenvolupar Spigol amb l'objectiu d'aportar un toc de sabor i color a la paella.
Etimologia
L'espígol, espígol ver, espic, espígol d'estiu, espigola, barballó, lavanda o llavanda (Lavandula angustifolia, Lavandula officinalis, Lavandula spica) és un arbust de la família de les lamiàcies o labiades, reconeguda com a planta medicinal.